# Josef Zinkanell
Josef Zinkanell (* 21. Jänner 1917 in Steyr; † 13. August 2008 in Hitzendorf) war ein österreichischer Landwirt, Gewerkschaftsfunktionär und Politiker der SPÖ.

## Leben und Karriere
Josef Zinkanell wurde am 21. Jänner 1917 als uneheliches Kind der ledigen Wirtschafterin Josefa Zinkanell (* 26. April 1897 in Leonstein; zu Geburt ihres Sohnes zuständig nach Grünburg) in Steyr geboren und wurde am 28. Jänner 1917 auf den Namen Josef getauft. Die Familie übersiedelte, als Josef Zinkanell noch sehr jung war, in die Obersteiermark, wo er in Möderbrugg die Volksschule absolvierte und schon zu dieser Zeit als sogenannter Futtererbub – also ein Junge, der das Vieh auf einer Landwirtschaft versorgt – und als Jungknecht tätig war. Noch während seiner Jugend trat er in seiner Heimat auch schauspielerisch in Erscheinung. Zinkanell galt als ehrgeiziger Schüler und beendete seine Schullaufbahn an der landwirtschaftlichen Landeslehranstalt Bruck/Mur, die er mit Auszeichnung absolvierte.
Nachdem er weiterhin im landwirtschaftlichen Betrieb tätig gewesen war, versah er während des Zweiten Weltkriegs seinen Militärdienst in Polen, Frankreich und Russland. Als junger Soldat erlitt er 1943 eine schwere Kriegsverletzung. Nachdem er sich von dieser weitestgehend erholt hatte, übernahm er 1945 die Verwaltung eines Gutes und stellte sich ab 1946 als Sekretär der Land- und Forstarbeitergewerkschaft in der Obersteiermark wieder in den Dienst der Landwirtschaft. Als Gewerkschaftssekretär war er bis 1948/49 tätig, sprach als solcher unter anderem zum Thema Der arbeitsrechtliche Schutz der Landarbeiter auf dem Sender Rot-Weiß-Rot und fungierte danach bis 1957 als Vizepräsident der Landarbeiterkammer Salzburg. Bereits zu dieser Zeit engagierte er sich auch in der Kommunal- und Landespolitik und war etwa Sektionsobmann der SPÖ in der Stadt Salzburg. Bereits kurz nach dem Zweiten Weltkrieg war er Wahlhelfer der SPÖ in Judenburg (1945), war bereits ein Jahr später SPÖ-Bezirkssekretär in Knittelfeld und ab 1948 Mitglied der SPÖ-Landesparteivertretung. Als Kandidat der Sozialdemokraten nahm der nahe des Salzburger Flughafens in Maxglan wohnhafte Zinkanell 1949 auch an der Wahl in den Salzburger Landtag teil, schaffte jedoch nicht den Einzug in diesen. 1950 war er als Vertreter der Arbeitnehmerschaft ein Mitglied der land- und forstwirtschaftlichen Obereinigungskommission. 1953 stellte er sich der Wahl zum österreichischen Nationalrat, schaffte jedoch auch hier nicht den Einzug. Ab dem Jahr 1958 war der engagierte Sozialdemokrat als Landessekretär für den Arbeiterbauernbund tätig und zog aufgrund dieses Berufswechsels mit seiner Familie im selben Jahr in den Bezirk Deutschlandsberg, wo er sich in Tobisegg bei St. Josef niederließ und eine eigene kleine Landwirtschaft betrieb. Das Amt des Landessekretärs des Steirischen Landvolkes hatte er bis 1976 inne.
Mit 11. April 1961 zog Zinkanell in den steirischen Landtag ein, dem er in weiterer Folge bis zum 10. Dezember 1982 über einen Zeitraum von mehr als 20 Jahren angehörte. Er war Landtagsabgeordneter der V., VI., VII., VIII., IX. und X. Gesetzgebungsperiode und schied in der letzten nach mehr als einjähriger Amtszeit aus. Als Abgeordneter gehörte der spätere Ökonomierat dem Finanz- und Kontrollausschuss, aber auch dem Landeskulturausschuss – dem heutigen Landwirtschaftsausschuss – an und konnte dabei seine berufsständischen Erfahrungen einbringen.
Nachdem er ab 1965 das Amt des Bundesobmann-Stellvertreters des österreichischen Arbeiterbauernbundes bekleidet hatte, stieg Zinkanell 1968 innerhalb der SPÖ zum Bundessekretär des Arbeiterbauernbundes auf und hatte beide Funktionen bis 1971 inne. Gleichzeitig fungierte er auch als Agrarsprecher der Sozialdemokraten. Im Jahr seines Ausscheidens aus dem steirischen Landtag erfolgte die Wahl des gebürtigen Oberösterreichers zum Landesobmann des sozialdemokratischen Pensionistenverbandes in der Steiermark sowie zum Vizepräsidenten der Bundesorganisation.
Zeitlebens wurde Zinkanell vielfach geehrt und war Träger zahlreicher Auszeichnungen. Im Jahre 1992 wurde er für sein Engagement im Dienste der Steiermark, insbesondere für sein Werken und Wirken rund um die Landwirtschaft, mit dem Großen Goldenen Ehrenzeichen des Landes Steiermark geehrt. 1994 veröffentlichte Zinkanell über den Leykam Verlag in Graz das Buch Tropfen meiner Zeit (mit abgedruckten Aquarellen von Melitta Zingler).
Am 13. August 2008 starb Zinkanell im Alter von 91 Jahren in Hitzendorf. Er hinterließ seine Ehefrau Anni, die er 1949 geheiratet hatte. Aus dieser Ehe entstammen vier Kinder; darunter etwa der Hofrat Bruno Zinkanell (* 1953).